# Baptyści w Demokratycznej Republice Konga
Baptyści w Demokratycznej Republice Konga – społeczność religijna baptystów w Demokratycznej Republice Konga. Jest to jedna z największych wspólnot religijnych w kraju, o ponad stu letniej historii.  

## Historia
Przed przybyciem Europejczyków mieszkający na terenie obecnej Demokratycznej Republiki Konga ludzie wyznawali animizm.
Dopiero w połowie XIX wieku zaczęły przybywać do Konga pierwsze chrześcijańskie misje. 
W styczniu 1878 do Kongo przybyli pierwsi misjonarze protestanccy. Byli to dwaj Brytyjczycy – Goerge Grenfell i Thomas Comber z Baptystycznego Towarzystwa Misyjnego.
W tym samym roku przybyli do kraju również Brytyjczyk Henry Craven i Duńczyk M.J. Strom.
Początkowo misje baptystyczne działały w zachodniej części Kongo, dopiero w początkach XX wieku misje zaczęły docierać na wschód.
Obecnie baptyzm jest jednym z największych protestanckich wyznań w kraju.

## Działalność
W D.R. Konga działa kilkanaście denominacji baptystycznych. Do Światowego Związku Baptystycznego należy 13 unii liczących łącznie 3,9 miliona ochrzczonych członków oraz ponad 6 tysięcy zborów.
Największą denominacją jest zrzeszająca ponad połowę kongijskich baptystów Społeczność Baptystyczna Zachodniego Konga, w 2015 roku miała ona 2 207 000 ochrzczonych członków w 897 zborach. Drugą co do wielkości jest Społeczność Baptystyczna Rzeki Kongo z 1 126 000 ochrzczonych członków (w 2013 roku - 1 104 000 ochrzczonych).